# Plamenci
Plamenci (lat. Phoenicopteridae) su porodica ptica u redu Phoenicopteriformes.
Porodica ima samo jedan rod Phoenicopterus s pet vrsta. U novije vrijeme biolozi smatraju, da su europska vrsta, ružičasti plamenac, i karipski plamenac dvije podvrste iste vrste jer je podmladak iz njihovog međusobnog križanja plodan.

## Izgled
Plamenci imaju tanke, duge noge, dugačak i vrlo savitljiv vrat i ružičasto perje. Specifično obilježje im je neobično savijen kljun. Uz njegovu pomoć - kljunom zaronjenim s gornjom stranom prema dole - iz vode ili mulja filtriraju hranu. Ružičasta boja perja ovisi o tome, da li s hranom dobivaju karotinoide. Mlade životinje, kao i one u zatočeništvu, koje s hranom uzimaju premalo karotinoida imaju bijelo perje. 

## Rasprostranjenost
Plamenci žive u Africi, Jugozapadnoj i Srednjoj Aziji, Južnoj Europi, Južnoj i Srednjoj Americi. Na jugu Španjolske i Francuske se gnijezde ružičasti plamenci (Phoenicopterus roseus), najveća i najraširenija vrsta. Ova vrsta je velika oko 130 cm i nastanjuje Afriku, Aziju i Južnu Europu.
Kod Vredena, mjesta na Njemačko-Nizozemskoj granici, živi mala, ne jako stabilna kolonija sastavljena od raznih vrsta plamenaca. To je najsjevernija kolonija plamenaca na svijetu.

## Životni prostor
Plamenci žive u velikim skupinama u plićacima ili lagunama s bočatom vodom. Dobro podnose vrlo ekstremne uvjete okoliša u kojem može preživjeti vrlo malo drugih životinjskih vrsta. Tako ih se može naći na vrlo slanim kao i alkalnim jezerima. Osim toga, dobro podnose i velike temperaturne razlike.
Grupe koje se okupljaju na određenim mjestima koja nastanjuju mogu imati i do milijun jedinki. Krivolov kao i pljačka njihovih jaja doveli su do smanjenja brojnosti populacija svih vrsta na cijelom svijetu.

## Ishrana
Hrana im se sastoji od sićušnih račića, larvi insekata i algi. To znači, da su porodica čija je prehrana usko specijalizirana. Tome je prilagođen i njihov kljun, neobično savijen prema dole, što im omogućuje lakše uzimanje hrane.

## Podizanje mladunaca
Svi plamenci se gnijezde u velikim kolonijama. Od blata grade oko 40 cm visoko uzvišenje s udubinom na vrhu. U nju polažu jedno, vrlo rijetko dva jaja. Mladunce hrane voljkinim "mlijekom", slično kao i golupčarke. No njihovo "mlijeko" sadrži više masnoća a manje bjelančevina od golupčarkinog. Luče ga žlijezde duž cijelog probavnog sustava, a ne samo u voljki. Mladunce roditelji hrane tim mlijekom oko 2 mjeseca dok im se kljun ne razvije dovoljno, da sami mogu filtrirati hranu iz vode. 
Kad prestanu hraniti mladunce, roditelji ih napuštaju, a oni se okupljaju u ogromne skupine (koje se nazivaju "škole") i dalje sami odrastaju dok ne mogu letjeti.

## Zašto plamenci često stoje na jednoj nozi
Na taj način plamenci, rode i druge dugonoge ptice smanjuju gubitak topline kad puše vjetar. Kod ptica je gubitak temperature preko nogu na kojima nemaju perje i kljuna relativno velik, pa ih zato sklanjaju u perje koje je dobar izolator.
Ono što se ljudima može činiti kao neudoban položaj, za pticu ne predstavlja nikakav napor. Jedan poseban mehanizam sprečava klecanje noge na kojoj ptica stoji, pa za stajanje uopće ne koristi mišiće. Sličan mehanizam sprečava i pticu da padne s grane kad spava. 

## Sistematika
- Plamenci (Phoenicopterus)[1]

- Plamenac (P. roseus)
- Karipski plamenac (P. ruber)
- Mali plamenac (P. minor)
- Čilski plamenac (P. chilensis)
- Andski plamenac (P. andinus)
- Punski plamenac (P. jamesi)

## Evidencije fosila
Plamenci su dosta ovjereni u evidenciji fosila, s prvim nedvosmislenim članom porodice plamenaca, rodom Elornis, poznatim iz kasnog eocena. Znatan broj manje poznatih ptica iz kasne krede ponekad se smatra precima danas postojećih vrsta plamenaca. One uključuju rodove Torotix, Scaniornis, Gallornis, Agnopterus, Tiliornis, Juncitarsus i Kashinia. Izumrla porodica jako neobičnih "plivajućih plamenaca" Palaelodidae smatra se blisko povezanom s današnjim plamencima, ili njihovim pretkom. To neki znanstvenici uporno odbijaju otkad je fosil Elornisa, malo prije nego što su ti plamenci evidentirani. Postoje prilično opsežne evidencije fosila iz roda 
Phoenicopterus. Sistematika prapovijesnih plamenaca poznata je isključivo iz fosilnih ostataka. 
- Phoenicopteridae
  - Elornis - uključujući Actiornis
  - Phoenicopteridae

- - Prapovijesne vrste roda Phoenicopterus:
    - Phoenicopterus croizeti
    - Phoenicopterus floridanus
    - Phoenicopterus stocki
    - Phoenicopterus copei
    - Phoenicopterus minutus
    - Phoenicopterus aethiopicus
    - Phoenicopterus eyernsis
- Vidi također i Phoeniconotius

## Drugi projekti
|  | Zajednički poslužitelj ima stranicu o temi Phoenicopteridae    |
|  | Zajednički poslužitelj ima još gradiva o temi Phoenicopteridae |
|  | Wikivrste imaju podatke o taksonu Phoenicopteridae             |